# Fumel
Fumel est une commune du Sud-Ouest de la France située dans le département de Lot-et-Garonne, en région Nouvelle-Aquitaine.

## Géographie

### Localisation
Située en Agenais à proximité de la Bouriane sur une colline surplombant les vallées du Lot, de la Thèze et de la Lémance, Fumel est une commune limitrophe du département du Lot sur la RD 911 entre Villeneuve-sur-Lot et Cahors. En 2022, son aire d'attraction comptait 13 833 habitants et son unité urbaine 12 851 habitants.

### Communes limitrophes
Fumel est limitrophe de six autres communes dont une dans le département du Lot.
Les communes limitrophes sont  Cuzorn, Monsempron-Libos, Montayral, Saint-Front-sur-Lémance, Saint-Vite et Soturac.
| Cuzorn           | Saint-Front-sur-Lémance |               |
| Monsempron-Libos | Fumel                   | Soturac (Lot) |
| Saint-Vite       | Montayral               |               |

### Géologie et relief
La superficie de la commune est de 2 266 hectares ; son altitude varie de 57  à   207 mètres.

### Hydrographie
Le Lot et ses affluents la Thèze et la Lémance qui le rejoignent à Fumel ont une alimentation pluviale ce qui explique leurs sautes de débit et leurs crues brutales lors d'orages qui prennent parfois un caractère catastrophique.

### Climat
Pour des articles plus généraux, voir Climat de la Nouvelle-Aquitaine et Climat de Lot-et-Garonne.
Historiquement, la commune est exposée à un climat océanique aquitain.  
En 2020, Météo-France publie une typologie des climats de la France métropolitaine dans laquelle la commune est exposée à un climat océanique altéré et est dans la région climatique Aquitaine, Gascogne, caractérisée par une pluviométrie abondante au printemps, modérée en automne, un faible ensoleillement au printemps, un été chaud (19,5 °C), des vents faibles, des brouillards fréquents en automne et en hiver et des orages fréquents en été (15 à 20 jours).
Pour la période 1971-2000, la température annuelle moyenne est de 12,8 °C, avec une amplitude thermique annuelle de 15,2 °C. Le cumul annuel moyen de précipitations est de 855 mm, avec 11,2 jours de précipitations en janvier et 6,5 jours en juillet. Pour la période 1991-2020, la température moyenne annuelle observée sur la station météorologique la plus proche, située sur la commune de Lacapelle-Biron à 13 km à vol d'oiseau, est de 13,6 °C et le cumul annuel moyen de précipitations est de 833,3 mm,. Pour l'avenir, les paramètres climatiques de la commune estimés pour 2050 selon différents scénarios d’émission de gaz à effet de serre sont consultables sur un site dédié publié par Météo-France en novembre 2022.

## Urbanisme

### Typologie
Au 1er janvier 2024, Fumel est catégorisée petite ville, selon la nouvelle grille communale de densité à sept niveaux définie par l'Insee en 2022.
Elle appartient à l'unité urbaine de Fumel, une agglomération intra-départementale regroupant sept  communes, dont elle est ville-centre,,. Par ailleurs la commune fait partie de l'aire d'attraction de Fumel, dont elle est la commune-centre,. Cette aire, qui regroupe 10 communes, est catégorisée dans les aires de moins de 50 000 habitants,.

### Occupation des sols

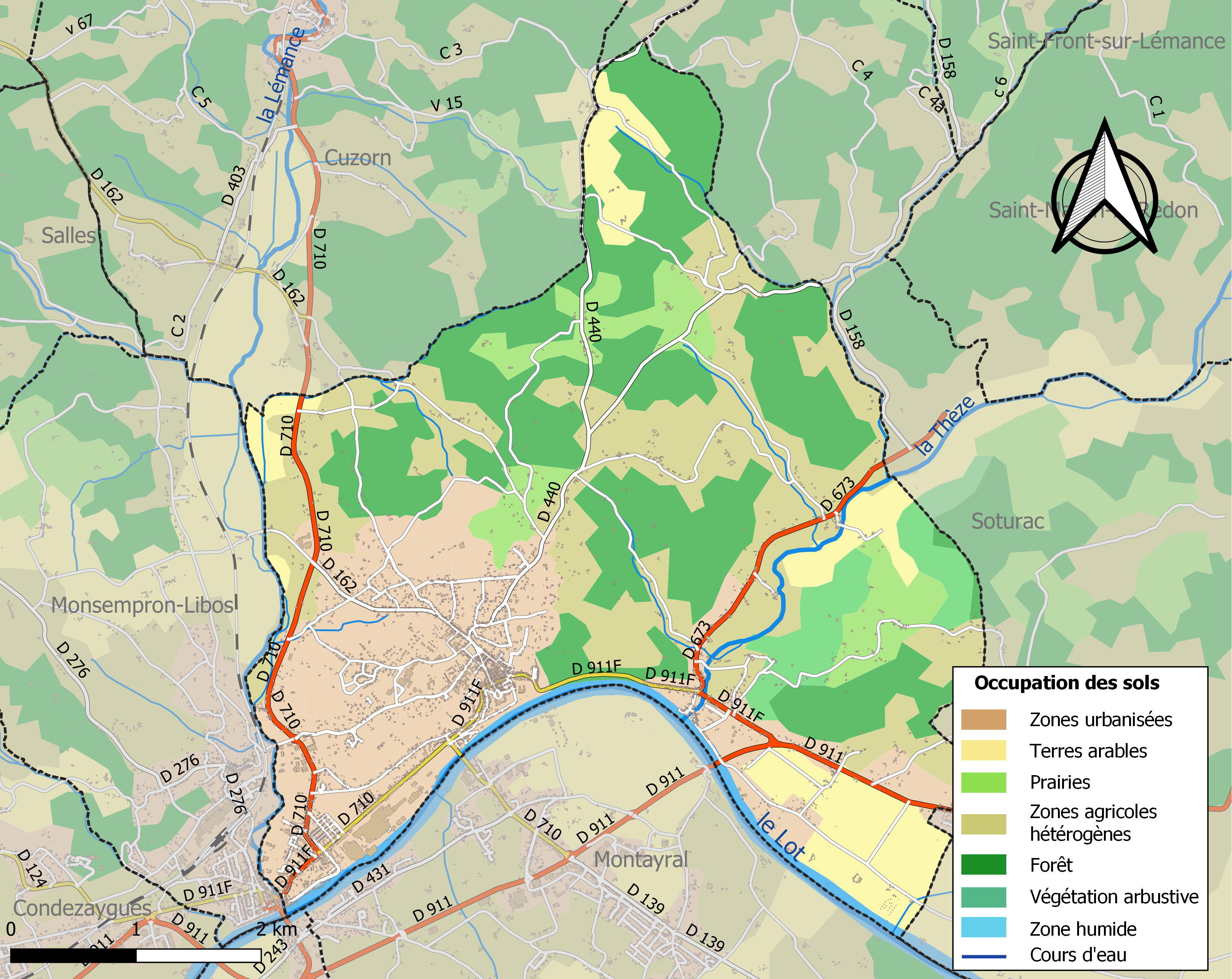
Carte des infrastructures et de l'occupation des sols de la commune en 2018 (CLC).

L'occupation des sols de la commune, telle qu'elle ressort de la base de données européenne d’occupation biophysique des sols Corine Land Cover (CLC), est marquée par l'importance des territoires agricoles (40,6 % en 2018), en diminution par rapport à 1990 (48,1 %). La répartition détaillée en 2018 est la suivante : 
forêts (28 %), zones agricoles hétérogènes (24,7 %), zones urbanisées (20,6 %), terres arables (9,4 %), prairies (6,6 %), milieux à végétation arbustive et/ou herbacée (3,7 %), espaces verts artificialisés, non agricoles (2,6 %), eaux continentales (2,1 %), zones industrielles ou commerciales et réseaux de communication (1,2 %), mines, décharges et chantiers (1,2 %). L'évolution de l’occupation des sols de la commune et de ses infrastructures peut être observée sur les différentes représentations cartographiques du territoire : la carte de Cassini (XVIIIe siècle), la carte d'état-major (1820-1866) et les cartes ou photos aériennes de l'IGN pour la période actuelle (1950 à aujourd'hui).

### Hameaux et lieux-dits
Condat, le Chemin rouge...

### Voies de communication et transports
Par la route, les RD 911, RD 710, RD 102, RD 124 et RD 673. Par le train, la gare de Monsempron-Libos TER Nouvelle-Aquitaine. Par avion, l’aéroport Agen-La Garenne et l’aérodrome de Fumel - Montayral.

### Risques majeurs
Le territoire de la commune de Fumel est vulnérable à différents aléas naturels : météorologiques (tempête, orage, neige, grand froid, canicule ou sécheresse), inondations, feux de forêts, mouvements de terrains et séisme (sismicité très faible). Il est également exposé à deux risques technologiques,  le transport de matières dangereuses et la rupture d'un barrage. Un site publié par le BRGM permet d'évaluer simplement et rapidement les risques d'un bien localisé soit par son adresse soit par le numéro de sa parcelle.

#### Risques naturels
Certaines parties du territoire communal sont susceptibles d’être affectées par le risque d’inondation par débordement de cours d'eau, notamment le Lot, la Thèze et la Lémance. La commune a été reconnue en état de catastrophe naturelle au titre des dommages causés par les inondations et coulées de boue survenues en 1982, 1983, 1993, 1999, 2003, 2009 et 2021,.
Fumel est exposée au risque de feu de forêt. Depuis le 20 avril 2016, les départements de la Gironde, des Landes et de Lot-et-Garonne disposent d’un règlement interdépartemental de protection de la forêt contre les incendies. Ce règlement vise à mieux prévenir les incendies de forêt, à faciliter les interventions des services et à limiter les conséquences, que ce soit par le débroussaillement, la limitation de l’apport du feu ou la réglementation des activités en forêt. Il définit en particulier cinq niveaux de vigilance croissants auxquels sont associés différentes mesures,.
Les mouvements de terrains susceptibles de se produire sur la commune sont des affaissements et effondrements liés aux cavités souterraines (hors mines), des glissements de terrain et des tassements différentiels. Afin de mieux appréhender le risque d’affaissement de terrain, un inventaire national permet de localiser les éventuelles cavités souterraines sur la commune.

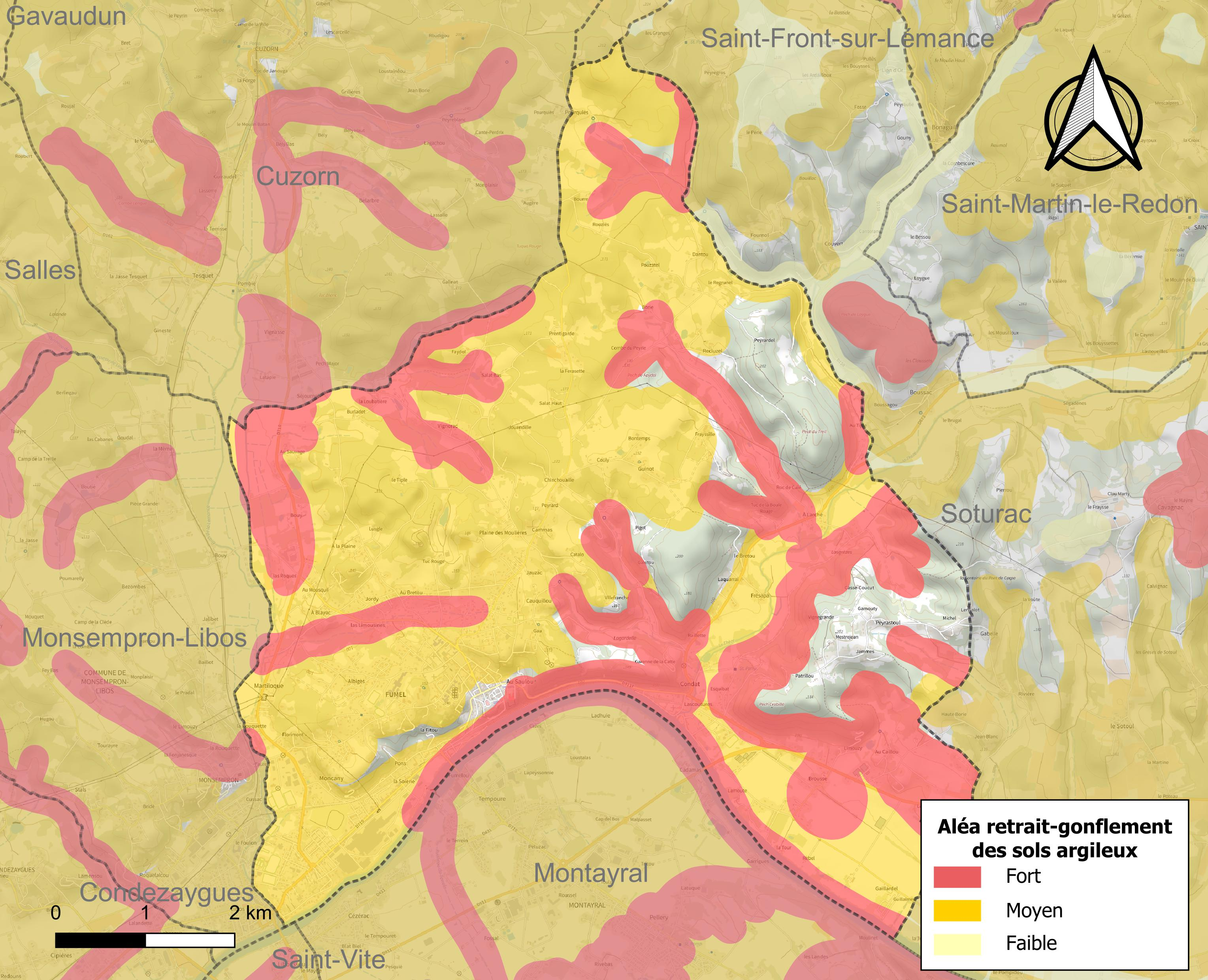
Carte des zones d'aléa retrait-gonflement des sols argileux de Fumel.

Le retrait-gonflement des sols argileux est susceptible d'engendrer des dommages importants aux bâtiments en cas d’alternance de périodes de sécheresse et de pluie. 87,2 % de la superficie communale est en aléa moyen ou fort (91,8 % au niveau départemental et 48,5 % au niveau national). Depuis le 1er octobre 2020, en application de la loi ELAN, différentes contraintes s'imposent aux vendeurs, maîtres d'ouvrages ou constructeurs de biens situés dans une zone classée en aléa moyen ou fort,.
Concernant les mouvements de terrains, la commune a été reconnue en état de catastrophe naturelle au titre des dommages causés par la sécheresse en 1989, 2003, 2005, 2006, 2009, 2011, 2012 et 2017 et par des mouvements de terrain en 1999 et 2013.

#### Risque technologique
La commune est en outre située en aval des barrages de Grandval dans le Cantal et de Sarrans en Aveyron, des ouvrages de classe A. À ce titre elle est susceptible d’être touchée par l’onde de submersion consécutive à la rupture de cet ouvrage.

## Histoire
Son histoire est d'abord liée à Condat à la confluence (condate en gaulois) de la Thèse et du Lot, puis au point haut de surveillance de la vallée du Lot, où fut construit le château de Fumel. Cela lui valut des convoitises pendant la guerre de Cent Ans où Anglais et Français en prirent alternativement possession. En 1438, elle sera pillée par la bande de mercenaires de Rodrigue de Villandrando noble espagnol (avec un peu de " sang " français).
En 1561, pendant les guerres de Religion, le baron François de Fumel, ancien ambassadeur d’Henri II auprès de la Sublime Porte, fut massacré par une bande de paysans protestants qui prirent possession de la ville, ce qui entraîna une répression sanglante et ruineuse par Blaise de Montluc.
Le 21 mai 1944, lors d'une opération contre le maquis engagée sur un front allant de Villeneuve-sur-Lot à Frayssinet-le-Gélat, des éléments de la 2e division SS Das Reich raflèrent plusieurs otages, qui furent enfermés à Vergt-de-Biron avant d'être envoyés à Agen. D'autres rafles et épisodes sanglants eurent lieu à Lacapelle-Biron, Dévillac, Frayssinet-le-Gélat, Vergt-de-Biron, Salles, Monsempron-Libos, Montagnac-sur-Lède, le même jour.

## Politique et administration

### Rattachements administratifs et électoraux
La commune fait partie de la 3e circonscription de Lot-et-Garonne de la communauté de communes Fumel Vallée du Lot et du canton du Fumélois (avant le redécoupage départemental de 2014, Fumel était le chef-lieu de l'ex-canton de Fumel) et avant le 1er janvier 2017 elle faisait partie de la communauté de communes Fumel Communauté.

### Administration municipale
Le nombre d'habitants au recensement de 2017 étant compris entre 3 500 habitants et 4 999 habitants au dernier recensement, le nombre de membres du conseil municipal est de vingt-sept,.

### Liste des maires
| Période                                  | Période      | Identité          | Étiquette            | Qualité |
| ---------------------------------------- | ------------ | ----------------- | -------------------- | --- |
| Les données manquantes sont à compléter. |              |                   |                      | |
|                                          |              |                   |                      | |
| 1945                                     | 1959         | Charles Authier   |                      | |
| 1959                                     | 1971         | Paul Escande      | Socialiste           | Fonctionnaire préfectoral, directeur commercial Préfet Conseiller général de Fumel (1955-1961)                                                                                    |
| 1971                                     | 1989         | Paul Mauvezin     | Apparenté RPR        | Docteur Conseiller général de Fumel (1976-1992) |
| 1989                                     | 1995         | Alain Bottemanne  | PS                   | |
| 1995                                     | juillet 2000 | André Lautié      | RPR                  | Pharmacien Président d'HLM 47 (1994-1998) Conseiller municipal 1er adjoint au maire Conseiller général de Fumel (1992-1998)                                                       |
| Les données manquantes sont à compléter. |              |                   |                      | |
| 2001 (réélu en mai 2020)                 | en cours     | Jean-Louis Costes | RPR puis UMP puis LR | Fonctionnaire territorial Président de la CC du Fumélois-Lémance (2008-2011) Président de Fumel Communauté (2011-2016) Conseiller général de Fumel (2004-2013) Député (2013-2017) |

### Jumelages
| Fumel Burghausen Almoradí |

- Burghausen (Allemagne) Bavière depuis le 18 juillet 1975.
- Almoradí (Espagne) Communauté valencienne depuis 1986.

## Équipements et services publics

### Eau et déchets
La collecte et le traitement des déchets des ménages et des déchets assimilés ainsi que la protection et la mise en valeur de l'environnement se font dans le cadre de la communauté de communes Fumel Vallée du Lot.

### Enseignement
Fumel fait partie de l'académie de Bordeaux.
L'éducation est assurée sur la commune de Fumel par les écoles maternelles et les écoles élémentaires, jusqu'au lycée Marguerite-Filhol en passant par le collège Jean-Monnet, ainsi qu'un centre aéré et une crèche municipale.

### Santé
La commune possède un hôpital local, Élisabeth-Desarnauts, un centre communal d'action sociale, une maison de retraite, un laboratoire d'analyse médicale, un service d'ambulances, des infirmiers, des sages-femmes, des médecins généralistes, des professionnels de la rééducation, de l'appareillage, des pédicures-podologues, des dentistes ainsi que des pharmacies.

### Justice, sécurité, secours et défense
Les juridictions compétentes pour la commune de Fumel sont le tribunal d'instance de Villeneuve-sur-Lot, le tribunal de grande instance d'Agen, la cour d'appel d'Agen, le tribunal pour enfants d'Agen, le conseil de prud'hommes d'Agen, le tribunal d'Agen de Toulouse, le tribunal administratif de Bordeaux et la cour administrative d'appel de Bordeaux.
Fumel possède un service départemental d'incendie et de secours, une gendarmerie, une poste, un centre des impôts, un office de tourisme et abrite aussi le siège de la Communauté de communes Fumelois-Lémance.

## Population et société

### Démographie
L'évolution du nombre d'habitants est connue à travers les recensements de la population effectués dans la commune depuis 1793. Pour les communes de moins de 10 000 habitants, une enquête de recensement portant sur toute la population est réalisée tous les cinq ans, les populations de référence des années intermédiaires étant quant à elles estimées par interpolation ou extrapolation. Pour la commune, le premier recensement exhaustif entrant dans le cadre du nouveau dispositif a été réalisé en 2005.

En 2022, la commune comptait 4 696 habitants, en évolution de −3,1 % par rapport à 2016 (Lot-et-Garonne : −0,18 %, France hors Mayotte : +2,11 %).
| 1793  | 1800 | 1806  | 1821  | 1831  | 1836  | 1841  | 1846  | 1851  |
| ----- | ---- | ----- | ----- | ----- | ----- | ----- | ----- | ----- |
| 1 939 | 973  | 2 265 | 2 281 | 2 546 | 2 640 | 2 577 | 2 777 | 2 831 |

| 1856  | 1861  | 1866  | 1872  | 1876  | 1881  | 1886  | 1891  | 1896  |
| ----- | ----- | ----- | ----- | ----- | ----- | ----- | ----- | ----- |
| 3 013 | 3 000 | 3 426 | 3 652 | 3 787 | 3 884 | 3 672 | 3 629 | 3 828 |

| 1901  | 1906  | 1911  | 1921  | 1926  | 1931  | 1936  | 1946  | 1954  |
| ----- | ----- | ----- | ----- | ----- | ----- | ----- | ----- | ----- |
| 4 145 | 4 146 | 4 459 | 4 527 | 4 510 | 4 560 | 4 248 | 5 207 | 5 581 |

| 1962  | 1968  | 1975  | 1982  | 1990  | 1999  | 2005  | 2006  | 2010  |
| ----- | ----- | ----- | ----- | ----- | ----- | ----- | ----- | ----- |
| 6 885 | 7 067 | 6 937 | 6 582 | 5 882 | 5 423 | 5 368 | 5 285 | 5 162 |

| 2015  | 2020  | 2022  | - | - | - | - | - | - |
| ----- | ----- | ----- | - | - | - | - | - | - |
| 4 886 | 4 709 | 4 696 | - | - | - | - | - | - |

| selon la population municipale des années : | 1968 | 1975 | 1982 | 1990 | 1999 | 2006 | 2009 | 2013 |
| Rang de la commune dans le département      | 6    | 6    | 7    | 8    | 9    | 9    | 10   | 11   |
| Nombre de communes du département           | 326  | 311  | 313  | 317  | 317  | 319  | 319  | 319  |

### Sports et loisirs
- Union sportive Fumel Libos, club de rugby à XV.
- Deux piscines municipales, une couverte aux abords du stade Henri-Cavallier et une d'été dans les hauts de Fumel.
- Salle couverte pour la pratique du handball et du basket-ball.
- Football Club Fumel-Libos, club de football qui compte près de 320 licenciés.
- Randonnée pédestre avec la manifestation «Les 47 km du 47».

## Économie

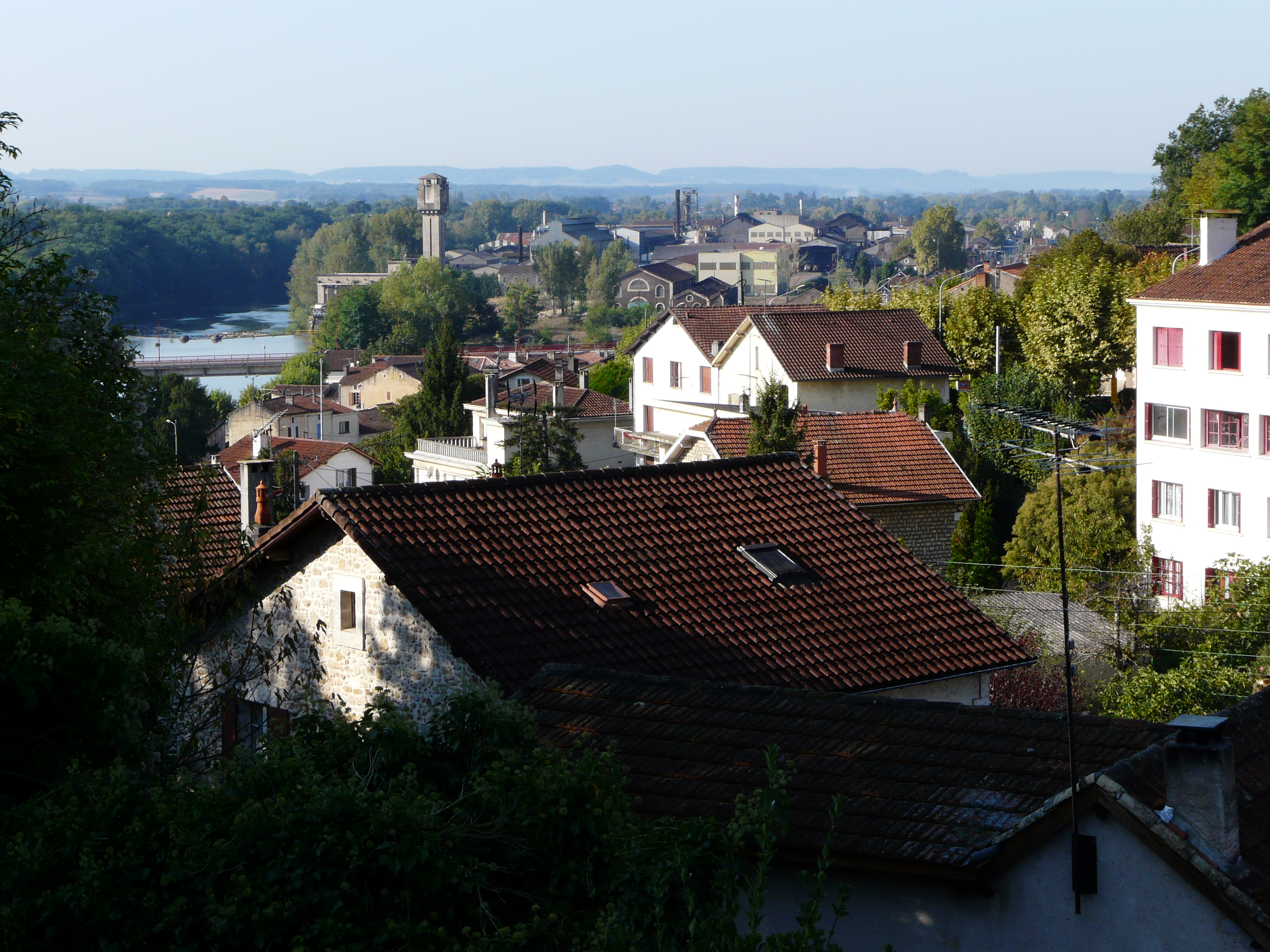
Vue sur une partie l'usine en 2008.

L'économie était basée autour de la métallurgie et de son usine (traitement du minerai de fer et briques réfractaires pour les hauts-fourneaux).
Le reste de l'économie étant réparti dans les communes de l'agglomération (Monsempron-Libos, Montayral, Saint-Vite, Condezaygues).

### L'usine
L'industrie sidérurgique de Fumel remonte au XVe siècle mais c'est en 1847,, qu'elle prit de l'importance et s'installa au bord du Lot sous le nom de SMP puis SMMP (Société Minière et Métallurgique du Périgord). Le site de Fumel est dû à la présence et à l'exploitation à ciel ouvert du minerai de fer (à l'époque) et à la force hydraulique que le Lot représente, avec la possibilité de construction d'un barrage. Pendant la guerre de 1914-1918, l'usine grossit et se lance dans la fabrication d'obus.

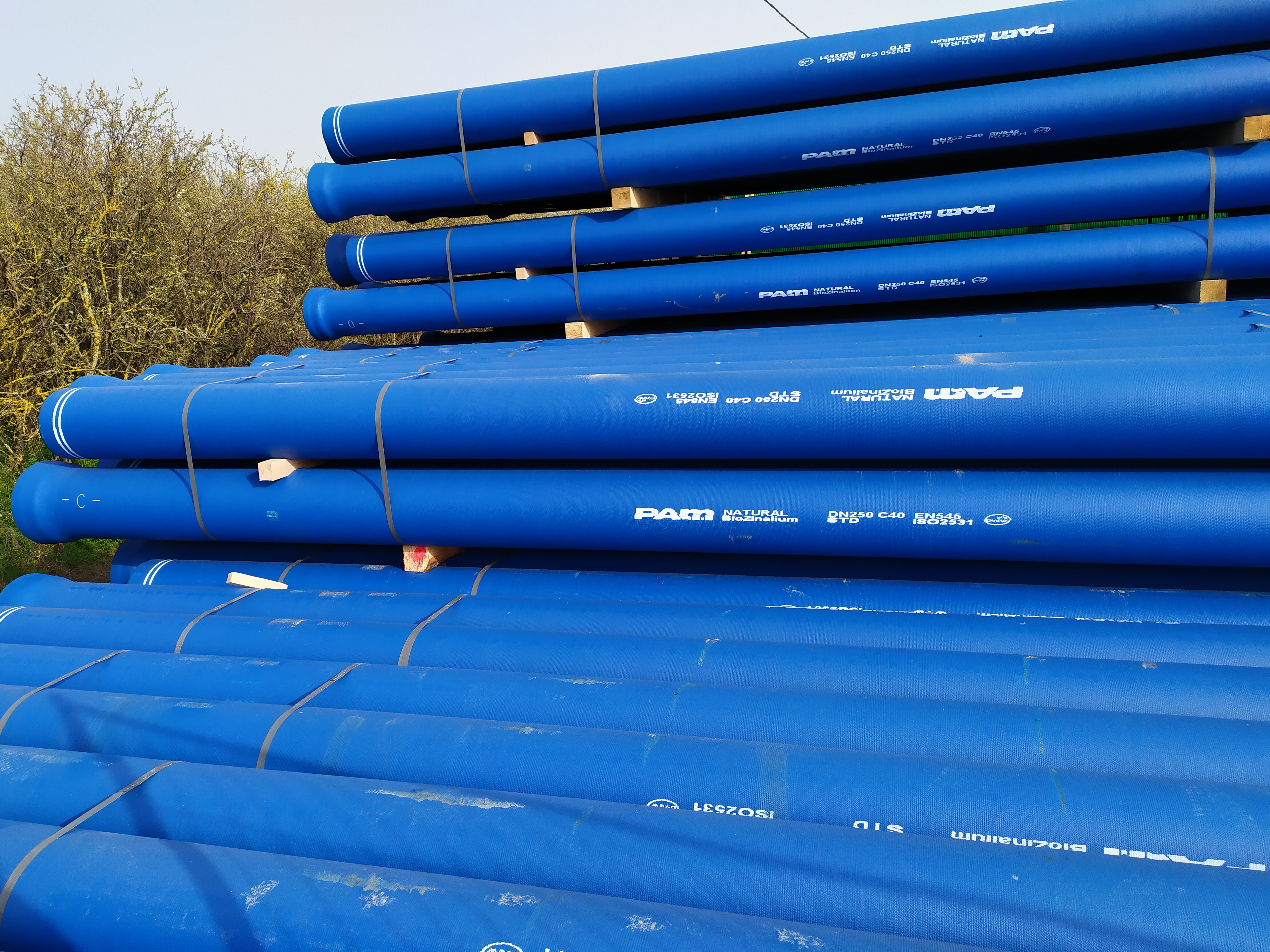
Tuyaux en fonte ductile anciennement fabriqués à l'usine de Fumel.

À la sortie des guerres, l'usine se spécialisera dans la fabrication de tuyaux, de plaques de fonte et de robinetterie ainsi que de nombreuses pièces pour l'automobile. Longtemps fer de lance et une des plus rentables du groupe Saint-Gobain (ex. Pont-à-Mousson SA), elle employa jusqu'à plus de 3 500 personnes, mais à la suite de convoitises (brevet de fabrication de tuyaux en fonte par centrifugation), elle fut victime d'une des toutes premières délocalisations de production opérées en France dans les années 1970-80 (dans ce cas vers l'Espagne : Branche CANALISATION). Ce fut le début du déclin avec plusieurs changements de propriétaires puis de nom. En 1988, l'usine devint la Société Aquitaine de Fonderie Automobile (SADEFA), Groupe Valfond. En 2009, la fonderie de Fumel a été reprise par Metaltemple Aquitaine, filiale du groupe italien B4 Italia. L'usine échappe de peu à une reprise par Matthieu Burthey et le groupe Preciturn ; ce dernier s'illustrera bien plus tard dans le nautisme morbihannais. Le retrait du client Caterpillar, entraine un dépôt de bilan en 2013 et le tribunal de commerce de Chambéry prononce alors la liquidation de l’entreprise et entraine le plan de cession proposé par Francis Pozas, directeur du site et Alain Royer, commercial. En 2015, l'usine est rachetée par Francis Pozas, ancien directeur du site et Alain Royer, commercial et devient Métal Aquitaine. L'usine a cessé son activité lorsque, le 4 juin 2018, le tribunal de commerce d’Agen a prononcé la liquidation de Métal Aquitaine.
Le centre national d'art et de culture Georges-Pompidou a été en partie construit avec l'acier sortie de l'usine de Fumel.

### Terre réfractaire
Le sous-sol renferme aussi de la terre réfractaire exploitée en carrière pour alimenter les briqueteries (briques réfractaires et de produits réfractaires) de Condat (écart de Fumel) et surtout de Monsempron-Libos (commune limitrophe).

### Agriculture
Très peu de terres agricoles qui sont situées surtout dans les vallées de la Lémance de la Thèze et un peu du Lot vers Soturac (culture de céréales, maïs, blé...) et le reste du territoire de la commune étant presque tout recouvert par la forêt (quelques exploitations forestières et petites entreprises de la filière bois) complètent l'économie.

## Culture locale et patrimoine

### Lieux et monuments
- Le château de Fumel (mairie) abrite dans son enceinte un jardin avec vue sur le Lot. Il est entouré d'un parc et d'un théâtre de verdure, classé monument historique le 16 février 1951.
- Le château de Bonaguil est situé sur la commune de Saint-Front-sur-Lémance mais il est la propriété de la commune de Fumel.
- L'usine métallurgique de Fumel : la machine soufflante motorisée par la dite machine de Watt[57] installée en 1870, fut inscrite aux monuments historiques le 23 avril 1999.
- La Tour de Caraillé classée monument historique en 1986.
- Le monument aux morts par le sculpteur Antoine Bourlange  qui date de (1870)[58].
- Le stade Henri-Cavallier[59] label Patrimoine du XXe siècle.
- Le Lot constitue un remarquable patrimoine environnemental où l'on peut y faire des promenades en gabarre.
- Église Saint-Hippolyte de Condat. Elle est inscrite à l'Inventaire général du patrimoine culturel[60].

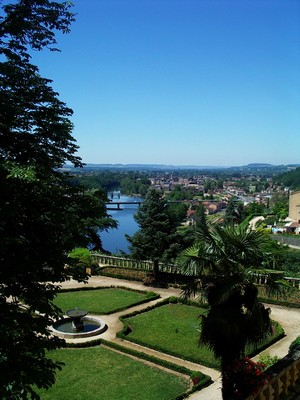
Jardins du château de Fumel.
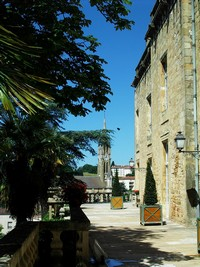
Vue des terrasses du château.
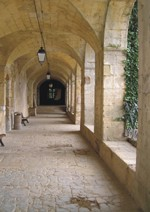
Voûte du château.

- Église paroissiale Saint Antoine

Elle est inscrite à l'Inventaire général du patrimoine culturel.Les travaux ont été entrepris par les entreprises de Lartigue et Beau à partir de 1865, sur les plans de l'architecte municipal d'Agen, Verdier. Le chevet, le transept et les deux travées adjacentes de la nef en 1867. La première messe a lieu dans l'église le 15 août 1867. Entre 1886 et 1888, sont construits le reste de la nef, le porche et la base du clocher par l'entreprise de Maneyrol de Fumel suivant les plans de l'architecte bordelais Joseph-Gustave Lemarchand. Entre 1903 et 1904, le clocher et la flèche sont élevés par l'entrepreneur J. Delpech suivant les plans de l'architecte Charles Bouillet, de Marmande. L'horloge est finalement placée en 1907.
- L'hôpital régional Élisabeth-Desarnauts[62]

L'hôpital a été construit en 1867. Il a été agrandi par un prolongement de l'aile droite suivant les plans de l'architecte Léopold Payen pour abriter un orphelinat de 40 jeunes filles, en 1894. Puis, entre 1908 et 1910, construction d'un pavillon d'isolement symétrique du bâtiment précédent sur les plans d'Édouard Payen.
- L'ancien hôtel de ville[63]

L'ancien hôtel de ville a été achevé en 1938 sur un terrain acquis par la ville en 1932 au baron de Langsdorff, devant le parc du château. Les plans ont été mis au point par l'architecte Gaston Rapin en 1935-1936. Le bâtiment a été construit par l'entreprise "La Construction Moderne" et modifié en 1940. Après le déménagement de la mairie dans le château de Fumel, le bâtiment est transformé en Poste, puis en Maison de la Culture.

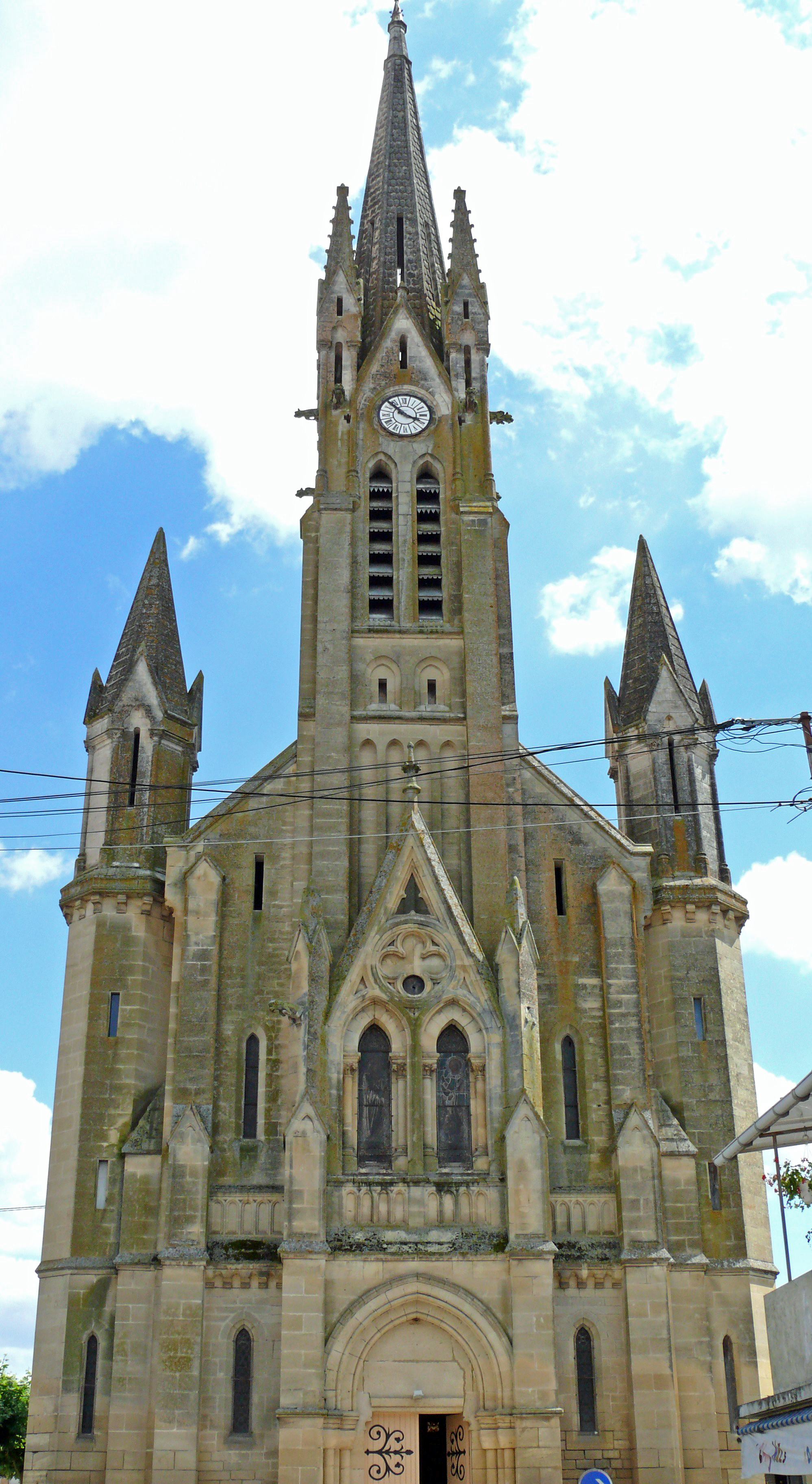
Façade de l'église Saint-Antoine
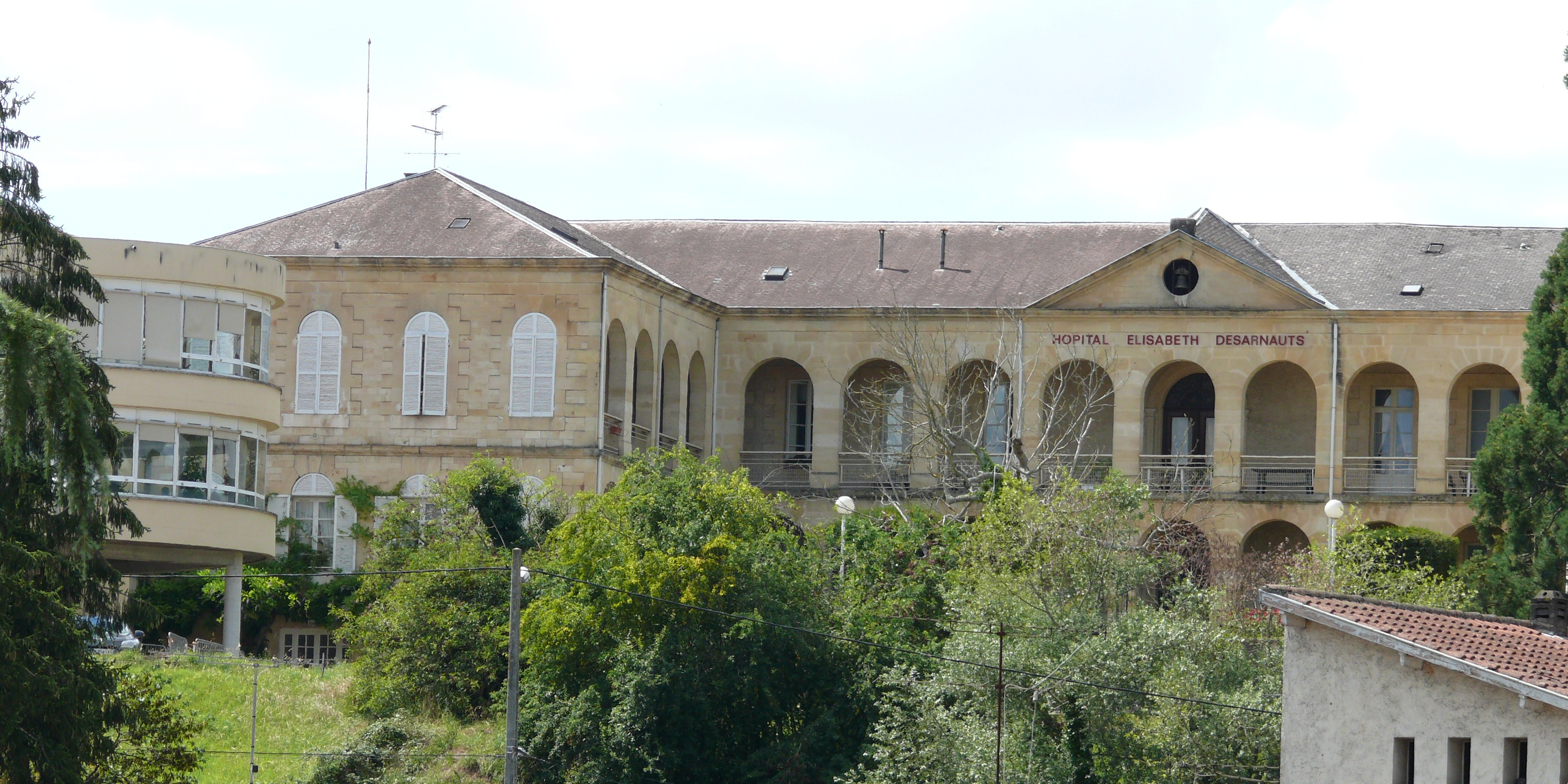
Hôpital Elisabeth Desarnauts
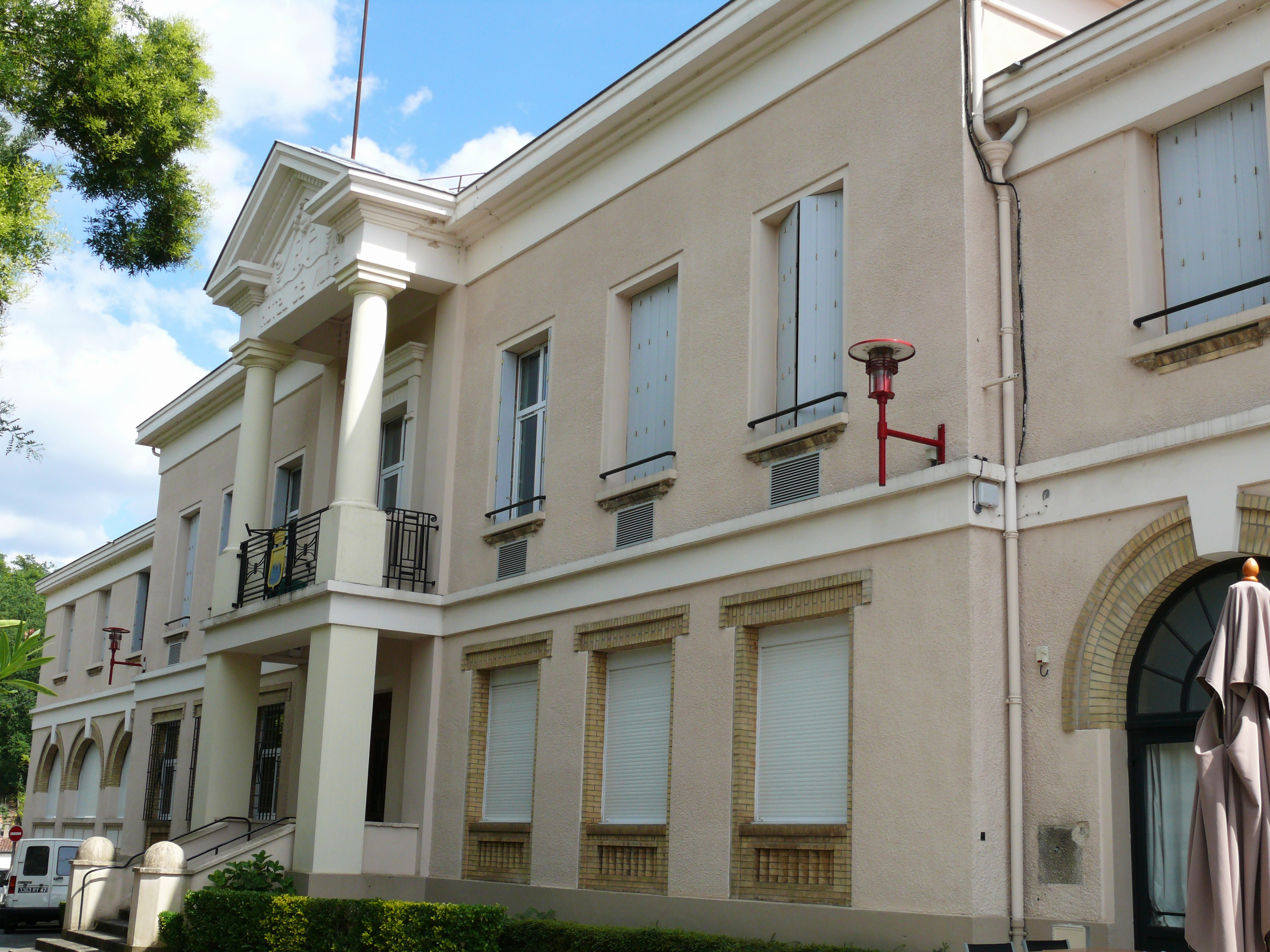
Ancien hôtel de ville

### Vie pratique
- Marché d’été fermier tous les dimanches.

### Patrimoine culturel
Le Pavillon 108 (salle de concerts et de répétitions, le théâtre de verdure, une bibliothèque municipale, une école de musique, une salle des fêtes, une maison des jeunes. Le Festival de Bonaguil qui se déroule au château de Bonaguil pendant une semaine début août.

### Personnalités liées à la commune
- Ludomir Combes (1824-1892), géologue de l'Agenais, né à Fumel.
- Gabriel Soulacroix (né en 1853 à Fumel-1905), baryton français.
- Guillaume Dulac (1868-1929), peintre, y est né.
- Georges Escande (né le 10 mai 1879 à Fumel et décédé le 17 octobre 1944 à Fumel), homme politique français.
- Georges Lachat (né en 1910 à Fumel-1992), coureur cycliste professionnel.
- André Arnaud (né en 1916 à Fumel-1994), animateur de radio né à Fumel.
- Georges Bru (né le 2 juin 1933 à Fumel), artiste peintre.
- Jean-Pierre Razat (né le 15 octobre 1940 et décédé le 2 février 2025 à Fumel), joueur international de rugby à XV.
- Jean Nouvel (né à Fumel le 12 août 1945), architecte français.
- Jackie Bastide (née à Fumel le 29 novembre 1962), réalisatrice de documentaires française.
- Michel Courtiols (né le 27 avril 1965 à Fumel), joueur international de rugby à XV.
- Alain Guettache (né le 19 mai 1968 à Fumel), joueur de rugby à XV.
- Hugues Miorin (né le 30 octobre 1968 à Fumel), joueur internationalde rugby à XV.
- Stéphane Prosper (né le 11 mars 1971 à Fumel), joueur de rugby à XV.
- Les Ablettes, groupe de rock français des années 1980.
- Naïma Charaï (née en 1972), femme politique française, a grandi à Fumel.
- Nicolas Briançon, directeur artistique du Festival de Bonaguil.
- Max Pons, conservateur du château de Bonaguil des années 1950 à 1990.
- Alexandre Gonzalez, coureur à pied spécialiste du demi-fond fit ses études d'apprentissage à Fumel.
- Charles-Joseph Carmejane, dont la famille est issue de Fumel.
- David Martin, cuisinier et animateur de télévision en Belgique.
- Alexi Balès, né le 30 mai 1990 à Fumel, joueur de rugby à XV.
- Gaston Belhomme homme politique
- Jean-Paul Vergnes rameur né à Fumel
- Jean-Gilles Filhol-Camas officier de marine né à Fumel
- Gabriel Soulacroix chanteur
- Jean-Claude Puerto-Salavert entrepreneur
- Adolphe Cieslarczyk
- Joseph de Fumel
- David Martin
- Léo Vidou aviateur
- René Filhol résistant
- Vincent Chicharo footballeur
- Jean Nénon

### Héraldique
| Blason de Fumel | Blason  | D'or au mont de trois pointes d'azur.                                                 |
| Blason de Fumel | Détails | Armes parlantes (rébus ⇒ fumée/feu). Le statut officiel du blason reste à déterminer. |

## Pour approfondir